# Mecynogea bigibba
Mecynogea bigibba là một loài nhện trong họ Araneidae.
Loài này thuộc chi Mecynogea. Mecynogea bigibba được Eugène Simon miêu tả năm 1903.